# Adnan Gušo
Adnan Gušo (Sarajevo, 30. studenog 1975.) je bosanskohercegovački umirovljeni nogometaš. Za reprezentaciju BiH je nastupio 8 puta.